# Шенандоа (река)
Шенандоа (англ. Shenandoah River) — река на востоке США, протекающая по территориям штатов Виргиния и Западная Виргиния, приток реки Потомак.
Общая протяженность реки составляет около 90 километров, площадь бассейна — около 6707 км². Равнины около реки называют «долиной Шенандоа». Южный и северный рукава реки сливаются к северу от Фронт-Ройяла (Виргиния). От Фронт-Ройял она течёт на северо-восток ещё 90 километров и впадает в реку Потомак в Харперс-Ферри (Западная Виргиния). Протекает по территориям округов Уоррен, Кларк и Джефферсон. Поскольку система реки Шенандоа течет вниз по склону на северо-восток, северная часть долины считается «нижней»; а южная, вверх по реке, — «верхней».
На берегах Шенандоа были обнаружены археологические свидетельства проживания людей вплодь до 9300 года до н. э. Жители начали постоянно заниматься сельским хозяйством вдоль реки около 900 г. н.э.
Шенандоа упоминается в знаменитой песне Джона Денвера «Take Me Home, Country Roads», где река ассоциируется с Западной Виргинией. Американская народная песня «О, Шенандоа» находится под номером 324 в Индексе народных песен Роуда.